# Rumseyita
La rumseyita és un mineral de la classe dels halurs. Rep el nom en honor de Michael Scott (Mike) Rumsey (1980-), comissari principal a càrrec de la divisió de ciències minerals i planetàries del Museu d'Història Natural de Londres, qui va descobrir el mineral.

## Característiques
La rumseyita és un halur de fórmula química Pb₂OClF. Es tracta d'una espècie aprovada per l'Associació Mineralògica Internacional, i publicada per primera vegada el 2012. Cristal·litza en el sistema tetragonal.
L'exemplar que va servir per a determinar l'espècie, el que es coneix com a material tipus, es troba conservat al Museu d'Història Natural de Londres (Anglaterra), amb el número de registre: bm1970,110.

## Formació i jaciments
Va ser descoberta a la pedrera Torr Works, situada a Cranmore (Somerset, Anglaterra). Es tracta de l'únic indret de tot el planeta on ha estat descrita aquesta espècie mineral.